# 近藤耕三
近藤 耕三（こんどう こうぞう、1929年〈昭和4年〉4月15日 - 2013年〈平成25年〉5月9日）は、日本の実業家。元四国電力社長・会長。元四国経済連合会会長。京都大学工学部卒業。徳島県海部郡海陽町(旧・海南町)出身。位階は従三位。

## 経歴
- 1953年 - 四国電力入社[2]。
- 1981年 - 四国電力原子力部長就任[2]。
- 1985年 - 四国電力取締役企画部長就任[2]。
- 1993年 - 四国電力社長就任[2]。
- 1995年 - 藍綬褒章受章。
- 1999年 - 四国電力会長、四国経済連合会会長就任（ともに2005年まで）。
- 2004年 - 旭日大綬章受章[3][4]。
- 2006年 - 四国電力とフランス産業界との原子力エネルギー促進に向けた協力の端緒を開いた功績により、レジオンドヌール勲章シュヴァリエ受章[5]。
- 2013年5月9日 - 肺炎のため死去[6]。84歳没。歿日付で従三位に叙される[7]。